# گرونماخر (کانتون)
ایالت گرونماخر (به لاتین: Grevenmacher Canton) کانتون در کشور لوکزامبورگ است که در Grevenmacher District واقع شده‌است.

## خصوصیات
گرونماخر ۲۱۱٫۳۷ کیلومترمربع مساحت و ۲۱٬۹۷۲ نفر جمعیت دارد.